# Islamoizquierdismo
Islamoizquierdismo es un neologismo político de origen francés, en ocasiones peyorativo, para referirse a una supuesta alianza entre el islamismo y la izquierda.
El término fue usado por el filósofo francés Pierre-André Taguieff en su libro Nueva Judeofobia donde lo describe como una forma de antisionismo popular entre «neo tercermundismo, neocomunismo y la configuración neoizquierdista, mejor conocida como movimiento antiglobalización», aunque Taguieff no clama ser el creador del término. Según Al Jazeera el origen del término en su uso peyorativo proviene de la candidata ultraderechista Marine Le Pen para describir la «insalubre alianza entre fanáticos islámicos y la izquierda francesa».
Shireen Hunter acredita las reinterpretaciones de Mahmud Taleghani a la luz de la teoría marxista en 1970 como la inspiración del grupo iraní Organización de los Muyahidines del Pueblo de Irán, que toma principios de la plataforma de izquierda y los mezcla con el islamismo, acercándose a los sectores marginados de la sociedad, entre ellos los chiitas (la población más pobre de ciertos países, como Irak y Arabia Saudí) para impulsar la revolución islámica. Diversos grupos islamistas como la Hermandad Musulmana y Hamás han sido conocidos por apelar a los sectores más empobrecidos de sus países e impulsar redes de apoyo económico paraestatales entre las clases más desfavorecidas.